# Francesco Sacrati (kardynał)
Francesco Sacrati (ur. w 1567 w Ferrarze, zm. 6 września 1623 w Rzymie) – włoski kardynał.

## Życiorys
Urodził się w 1567 roku w Ferrarze, jako syn Tommasa Sacratiego i Camilli Sacrati. Studiował na Uniwersytecie Bolońskim, gdzie uzyskał doktorat utroque iure. Został referendarzem Trybunału Obojga Sygnatur i audytorem Roty Rzymskiej. 5 listopada 1612 roku został wybrany tytularnym arcybiskupem Damaszku, a 31 grudnia przyjął sakrę. W 1621 roku pełnił funkcję datariusza apostolskiego. 19 kwietnia 1621 roku został kreowany kardynałem prezbiterem i otrzymał kościół tytularny San Matteo in Merulana. Rok później został mianowany biskupem Ceseny. Zmarł 6 września 1623 roku w Rzymie.